# 青野和人
青野 和人（あおの かずと、1976年4月28日 - ）は、長野県出身のプロバスケットボール選手・コーチである。現役時代のポジションはガード。背番号は21。181cm。75kg。

## 来歴
東海大三高校から京都産業大学を経て、1999年に大日本印刷イーグルスに入団。しかし1シーズンで廃部。
その後、クラブチームのGSPABL、ブロンコスクラブを経て、2005年にbjリーグに参加する埼玉ブロンコスに入団。2007年を以って現役引退。同じく引退したデービッド・ベンワーヘッドコーチの元、アシスタントコーチに就任。
2009年、学生時代を過ごした京都から新規参入の京都ハンナリーズにベンワーヘッドとともにアシスタントコーチに就任。シーズン終盤にベンワーが休養したあとは代行として指揮を執る。シーズン終了後、正式にヘッドコーチに就任する。
2011年、JBLのリンク栃木ブレックスアシスタントコーチに就任。2012年3月12日、ブルース・パーマーヘッドコーチが成績不振により解任されたためヘッドコーチ代行に就任。
2013-14シーズン、NBDLの大塚商会アルファーズ（現越谷アルファーズ）のヘッドコーチに就任。2016年のBリーグ発足に伴う、B3リーグ参入後も指揮を執り、埼玉県越谷市にホームタウンが移転し、プロクラブとなった2018-19シーズンにB2リーグ昇格を達成。2019-20シーズンも指揮を執った後、2020-21シーズンから越谷のGM兼アソシエイトコーチに就任。

## 経歴
- 東海大三高校 - 京都産業大学 - 大日本印刷イーグルス - GSPABL - ブロンコスクラブ - 埼玉ブロンコス